# Вентотене (острів)
Вентотене (італ. Ventotene, лат. Pandataria або Pandateria, від давньогрецького Πανδατερία) — острів у Тірренському морі недалеко від західного узбережжя Апеннінського півострова. Адміністративно острів Вентотене належить до комуни Вентотене у складі провінції Латина регіону Лаціо.

## Географія
Острів уходить до складу Понціанських островів. Вентотене відокремлює від Гаети 21 миля. Острів має довжину 3 км. Найбільша ширина близько 800 м. Площа 1,54 км².
Виникнення острова пов'язане з вулканічною активністю.
На Вентотені та Санто-Стефано розташовані сухопутні та морські природоохоронні зони.

## Історія
Вентотене (Пандатарія) відомий як острів, на який імператор Август вигнав свою дочку Юлію Старшу 2 року до н. е. за її надмірне перелюбство. Пізніше, 29 року, імператор Тиберій вигнав онуку Августа Агрипіну Старшу. 37 року син Агрипіни — Гай (більш відомий як Калігула) став імператором і вирушив до Пандатарії, щоб зібрати її останки і благоговійно повернув їх до Рима. Наймолодшу дочку Агрипіни, Юлію Лівіллу, заслано до Пандатії двічі. Через деякий час Юлія Лівілла померла від голоду, і її останки, ймовірно, повернули до Рима, коли її старша сестра Агрипіна Молодша стала дружиною імператора Клавдія.
За Тацитом, ще одну видатну даму з династії Юліїв-Клавдіїв, Клавдію Октавію, яка була першою дружиною імператора Нерона, відправлено в Пандатерію 62 року, а потім страчено за наказом її чоловіка. Так само сюди вигнано святу Флавію Домітіллу, онуку імператора Веспасіана.
Римляни використовували острови Понцу та Вентотене для розведення риби. На Понці збереглися рибницькі комплекси Grotto di Pilato Вентотені збереглися чотири великі рибні басейни, розташовані в східній частині острова на південь від нинішньої гавані. Також на Вентотене (і меншою мірою на Понці) існують залишки римських портових споруд.
Острови покинуто в Середньовіччі через рейди сарацинів і піратів, хоча Понца, наприклад, згадується в «Декамероні» Бокаччо (шоста історія другого дня). У XVIII столітті Неаполітанське королівство знову колонізувало острови.
Під час Другої світової війни на острові розташовувався німецький гарнізон зі 114 осіб, який захищав ключову станцію радіолокації. Вночі 8 грудня 1943 року катер американських ВМС висадив 46 американських десантників з 509-го парашутно-піхотного батальйону, очолюваного лейтенантом ВМС США (і актором) Дугласом Фербенксом-молодшим. Отримавши дезінформацію, що висадився полк парашутистів, німецький комендант знищив свої позиції, зброю і швидко здався нечисленним американським силам, перш ніж усвідомив свою помилку. Вентотене звільнено о 3-й годині ночі без жодного пострілу (історію описав Джон Стейнбек у книзі «Колись була війна» (англ. Once There Was a War; 1958).
1997 року створено морську природну зону островів Вентотене і Санто-Стефано.
У липні 2009 року археологи оголосили про виявлення на дні біля острова п'яти стародавніх римських кораблів із незайманими вантажами оливкової олії, гаруму та металевих зливків. Деякі з відновлених об'єктів виставлено у Вентотене.
У серпні 2016 прем'єр-міністр Італії Маттео Ренці зустрівся тут з канцлером Німеччини Ангелою Меркель і президентом Франції Франсуа Олландом, щоб розглянути політику Євросоюзу в світлі майбутнього виходу Великої Британії з ЄС.

## У літературі
Пандатерія згадується в романі Генрика Сенкевича «Куди ідеш, Господи» як «місце вигнання».

## Населення
Вентотене має населення 745 осіб (станом на 2011 рік).